# 618
Năm 618 là một năm trong lịch Julius. 

## Sự kiện
- Nhà Tùy chấm dứt, nhà Đường lên thay ở Trung Quốc. Vua đầu tiên của nhà Đường là Đường Cao Tổ.
- Nội chiến ở Medina bắt đầu.
- Tong Khan trở thành Hãn của Western Turkic Khaganate. Ông là người sáng lập nên Khazar Khaganate.

## Mất
- 11 tháng 4, Tùy Dạng Đế, hoàng đế thứ hai của nhà Tùy.